# Matt Gorman
Matt Gorman (* 2. März 1978 in Smiths Falls, Ontario) ist ein ehemaliger kanadischer Eishockeyspieler.

## Werdegang
Der Stürmer Matt Gorman spielte zwischen 1996 und 1999 für die Bow Valley Eagles und die Fort Saskatchewan Traders in der Alberta Junior Hockey League. Im Trikot der Traders gelangen ihm in der Saison 1998/99 in 62 Spielen 61 Tore. Anschließend wurde er Profi und spielte nacheinander bei den Huntsville Channel Cats in der Central Hockey League (CHL), den Fort Worth Brahmas in der Western Professional Hockey League und Indianapolis Ice in der CHL.
Während der Saison 2001/02 ging Gorman nach Deutschland und schloss sich kurzzeitig dem Oberligisten Deggendorfer EC an, bevor er zum Regionalligisten TSV Peißenberg wechselte. In der Saison 2002/03 spielte Matt Gorman für den Herforder EC in der Regionalliga West und erzielte in 34 Spielen 49 Tore. Daraufhin wechselte Gorman zum HC Neumarkt in die italienische Eliteliga Serie A und wechselte zur Saison 2004/05 zum Ligarivalen HC Eppan.
Von 2005 bis 2007 spielte Matt Gorman noch für den italienischen Zweitligisten SG Pontebba, bevor er in der Saison 2007/08 noch ein Jahr für den deutschen Oberligisten Tölzer Löwen auflief.